# Ino (Giappone)
Ino (いの町?) è una cittadina giapponese della prefettura di Kōchi.